# Cristal temporel
Un cristal temporel est une structure périodique dans le temps et l'espace.
Il étend l'idée de cristal dans la dimension temporelle,, autrefois considéré comme impossible.

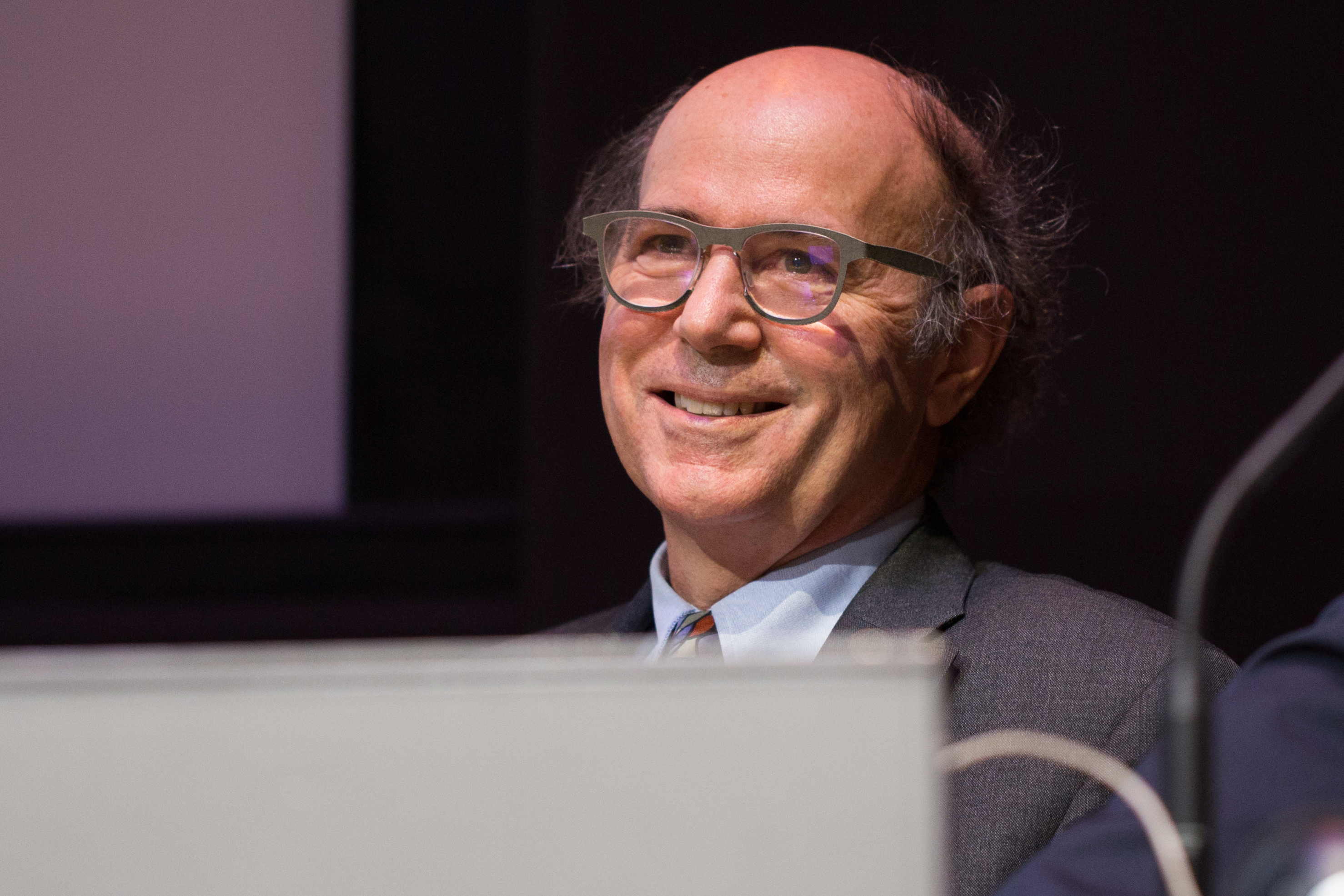
Frank Wilczek, prix Nobel de physique en 2004.

## Histoire et définition du concept
L'idée d'une telle structure a été proposée par Frank Wilczek en 2012. Selon ce dernier, il est possible de concevoir une structure composée d'un groupe de particules se déplaçant et retournant périodiquement à leur état d'origine, qui formeraient un « cristal temporel ». L'expression est forgée à partir de ce qui est observé dans un cristal « classique », dont la structure atomique montre une répétition d'un motif dans les différentes directions de l'espace. Dans un cristal temporel, en revanche, la répétition du motif se fait de manière périodique dans le temps, à la manière d'un oscillateur.
Selon Wilczek, cette idée est toutefois à distinguer d'un mouvement perpétuel (proscrit par les lois de la physique) car le cristal temporel n'émet aucune énergie, notamment par rayonnement de son énergie de rotation. Cependant, une telle construction ne peut exister à l'équilibre thermodynamique.
Aussi, seule une excitation périodique externe peut faire apparaître un cristal temporel, qui absorbe cependant de l'énergie, contrairement à la proposition de Frank Wilczek.

## Symétrie par translation du temps et brisure de symétrie
L'idée de la symétrie par translation temporelle est que les lois de la physique (ou d'un système particulier) sont invariantes lorsque l'on se déplace dans le temps, c'est-à-dire qu'elles restent les mêmes dans le futur ou dans le passé. Cette symétrie entraine la conservation de l'énergie.

### Brisure de symétrie dans les cristaux spatiaux
Les cristaux spatiaux, c'est-à-dire les cristaux au sens usuel brisent la symétrie par translation spatiale : ce sont des arrangements périodique d'atomes ou de molécules et ils ne sont pas invariants par translation ou rotation arbitraire, contrairement aux lois de la physique générales, et contrairement à la plupart des liquides ou gaz.
Les cristaux temporels brisent la symétrie par translation temporelle de façon similaire à une brisure de symétrie discrète par translation spatiale. Par exemple, les molécules d'un liquide qui se solidifie à la surface d'un cristal peuvent s'aligner avec les molécules du cristal, mais avec un arrangement moins symétrique que celui du cristal (plus espacé par exemple) : la symétrie initiale est brisée. Cette brisure de symétrie possède trois caractéristiques importantes :
- le système possède une symétrie plus basse que celle de l'arrangement sous-jacent du cristal ;
- le système possède un ordre spatial et temporel de longue portée (contrairement à un ordre local et intermittent d'un liquide à la surface d'un cristal) ;
- elle est le résultat d'interactions entre les éléments du système, qui s'alignent les uns par rapport aux autres.

### Brisure de symétrie dans les cristaux temporels discrets
Les cristaux temporels brisent la symétrie par translation temporelle et se répètent périodiquement dans le temps, même si les lois du système sont invariantes par translation dans le temps. Les cristaux temporels actuellement étudiés brisent une symétrie par translation temporelle discrète : ce sont des systèmes forcés par une force extérieure périodique, et oscillent à une fraction de la fréquence de forçage. La symétrie initiale est donc déjà une symétrie discrète ({\displaystyle t\to t+nT}) et non pas une symétrie continue ({\displaystyle t\to t'}).
De nombreux systèmes ont un comportement de brisure spontanée de symétrie temporelle : les cellules de convection, les réactions chimiques oscillantes, les instabilités aéroélastiques, et les réponses sous-harmoniques à une force périodique comme les instabilités de Faraday et les échos de spin en RMN.
Mais les cristaux temporels (dits de Floquet), sont uniques en ce qu'ils obéissent à une définition stricte de la brisure de symétrie par translation temporelle discrète :
- c'est une brisure de symétrie : le système oscille avec une fréquence plus basse que la force externe périodique ;
- le système ne génère pas d'entropie, et (malgré le fait qu'il ne puisse pas être à l'équilibre), on peut trouver un référentiel dépendant du temps dans lequel le système ne peut pas être distingué d'un système à l'équilibre lorsqu'on le mesure périodiquement (ce qui n'est pas le cas de cellules de convection ou de réactions chimiques oscillantes) ;
- le système possède un ordre spatial et temporel de longue portée : les oscillations sont en phase (synchronisés) sur des distances et temps arbitrairement grands.

De plus, la brisure de symétrie des cristaux temporels est le résultat d'interactions entre les éléments du système, c'est-à-dire d'un processus collectif, comme pour un cristal spatial.

## Cristaux temporels expérimentaux
En octobre 2016, des chercheurs de l'université du Maryland déclarent avoir créé le premier cristal temporel discret (discrete time crystal, ou DTC) à partir d'une chaîne de dix ions 171Yb+ (ytterbium) dans un piège de Paul. Un des deux états de spin a été sélectionné par une paire de faisceau laser. Les chercheurs ont observé des oscillations périodiques et synchronisées des spins étudiés,. À la différence des atomes de cristaux normaux, qui sont stables (c'est-à-dire résistants aux changements dans l'espace), les cristaux temporels ne peuvent exister à l'équilibre thermique (dans un système hors d'équilibre de type Floquet soumis à une excitation périodique qui donne des corrélations temporelles à des fréquences sous harmoniques de l'excitation) et donc nécessitent  pour maintenir leurs oscillations un apport extérieur d'énergie qui fait apparaître les oscillations du cristal temporel, dans des conditions intrinsèques hors d'équilibre. Cette découverte présente un intérêt pour l'informatique quantique,.